# Гражданская война в Грузии
Гражда́нская война́ в Гру́зии (груз. საქართველოს სამოქალაქო ომი) — вооружённый конфликт между сторонниками первого президента Грузии Звиада Гамсахурдии (звиадисты) и правительственными войсками (1991—1993) в Западной Грузии.

## Предыстория
В апреле 1991 года Грузия провозгласила независимость. Первым президентом стал диссидент Звиад Гамсахурдия. За восемь месяцев правления он испортил отношения с грузинской интеллигенцией и предпринимателями, а также допустил чрезвычайное обострение отношений с национальными меньшинствами, которое вылилось в грузино-южноосетинский вооружённый конфликт.
1 сентября сессия Совета народных депутатов Южной Осетии провозгласила Республику Южная Осетия. На следующий день в Тбилиси на проспекте Руставели состоялся митинг Национально-демократической партии Грузии (НДП), на котором выдвигались требования об отставке президента и правительства Грузии до самоликвидации и перевыборов Верховного Совета. Находившийся на месте ОМОН открыл огонь, в результате чего ранения получили 6 человек. К 11 сентября требование немедленной отставки Гамсахурдии поддержали лидеры 25 политических партий. В ходе перестрелки в ночь с 4 на 5 октября между военными подразделениями и оппозицией погибли двое сторонников Гамсахурдии, после чего 8 октября на чрезвычайной сессии парламент Грузии принял резолюцию, в которой эти события были расценены как попытка государственного переворота.
Непростые отношения сложились с оппозиционными силами и вооружёнными формированиями. В декабре Национальная гвардия под командованием Тенгиза Китовани и отряды Мхедриони под командованием Джабы Иоселиани организовали военный переворот, вылившийся в кровопролитное сражение на улицах Тбилиси. В январе 1992 года Гамсахурдия, укрывавшийся в бункере здания правительства, покинул место своего пребывания и попытался перебраться в Азербайджан, но там ему отказали в предоставлении политического убежища, после чего он прибыл в Армению. Новые грузинские власти, однако, стали угрожать соседней стране экономической блокадой, если она не выдаст Гамсахурдию, потому свергнутый президент долго оставаться здесь не мог и спустя несколько дней вылетел в Чечню, где правительство Джохара Дудаева приняло его у себя. Пришедшие к власти в Грузии лидеры сформировали Государственный совет Грузии, во главе которого встал бывший Первый Секретарь ЦК Компартии Грузинской ССР и министр иностранных дел СССР Эдуард Шеварднадзе. Сторонники Гамсахурдии, объединяемые термином «звиадисты», не смирились с его изгнанием и сплотились для продолжения борьбы с новой грузинской властью.

## Хронология событий

### Свержение и изгнание президента

Подбитый танк Т-55 на улицах Тбилиси

20 декабря 1991 года Гамсахурдия потребовал немедленного разоружения и роспуска Национальной гвардии, угрожая атаковать их базу четырьмя ракетами «земля—земля». Утром 22 декабря части Национальной гвардии под предводительством Тенгиза Китовани подняли в Тбилиси мятеж против Гамсахурдии. Мятежники захватили ряд стратегических объектов в городе и атаковали здание парламента. Агентство ТАСС, освещавшее первые дни вооружённого противостояния, дало следующую оценку происходящему:
Теперь мы можем сказать с полной уверенностью, что серьёзных вооруженных попыток государственного переворота не было. Это произошло потому, что Гамсахурдиа не желал вести какие-либо переговоры с силами оппозиции, или идти на компромисс с ними в части некоторых своих требований.
Две недели на проспекте Руставели шла настоящая война с использованием артиллерии и танков. 6 января 1992 года Гамсахурдия и его сторонники покинули бункер Дома правительства, а затем и страну. Он попытался получить политическое убежище в Азербайджане. В 9 утра его конвой пересёк границу с соседней республикой. В течение пяти часов он вёл по телефону разговор о предоставлении ему политического убежища, но ему было отказано. После этого Гамсахурдия со своими людьми направились в Армению, где 10 января он официально попросил политическое убежище, что и было предоставлено. В самой Грузии сторонники Гамсахурдия — звиадисты не смирились с его изгнанием, встав в оппозицию новым властям. Сторонники Гамсахурдиа даже захватили в Зугдиди автобус с армянами и предложили обменять их на «насильственно удерживаемого в Армении» президента Грузии. 14 января против свергнутого президента было возбуждено уголовное дело за «разжигание межнациональной розни, хищение государственных средств в особо крупных размерах, злоупотребление служебным положением и уничтожение архитектурно-исторических памятников». Следствие завершилось в мае 1992 года. Ставший и. о. премьер-министра Военного Совета Грузии Тенгиз Сигуа заявил после свержения первого президента страны:
Гамсахурдия не может принимать участия в последующей политической жизни, поскольку он является государственным преступником, а также психически нездоровым человеком. По этой же причине он не может предстать перед судом. Есть медицинские заключения, датированные 1950, 1956 и 1977 годами. Пять из шести врачей, дававших заключение о психически ненормальном состоянии Гамсахурдия, живы и готовы подтвердить свой диагноз.
Гамсахурдия принял приглашение руководителя самопровозглашённой Чеченской Республики Джохара Дудаева, который направил в Ереван за семьёй Гамсахурдии свой самолёт. В Грозном Гамсахурдию приняли с почестями 15 февраля 1992 года и поселили в особняке в центре города.

### Партизанское движение
Центром активности звиадистов в то время стала Мегрелия. 28 марта 1992 года они начали наступление и в течение нескольких дней заняли города Зугдиди, Сенаки, Хоби, Абаша и Поти. Утром 3 апреля правительственные войска, перейдя реку Цхенискали, двинулись на Западную Грузию и к вечеру заняли без кровопролития все города, находящиеся под контролем звиадистов. 24 июня в 3 часа утра более ста сторонников Гамсахурдия захватили здание телецентра в Тбилиси, а в 6 часов утра в эфир вышел один из соратников свергнутого президента Вальтер Шургая, который призвал людей собраться возле телецентра и потребовать возвращения Звиада Гамсахурдия. Спустя несколько часов войска окружили телецентр и пошли на штурм, освободив здание и арестовав мятежников. 6 июля в Цаленджиха отряд звиадистов окружил школу-интернат, где находились 80 бойцов и командующий формированиями «Мхедриони» Джаба Иоселиани, после чего они пошли на штурм здания, но потерпели поражение. 9 июля возле села Канти на границе Цаленджихского и Чхороцкуского районов звиадисты атаковали автомобиль и похитили находившегося в нём заместителя премьер-министра и председателя Комиссии по правам человека и межнациональным отношениям Александра Кавсадзе, который был направлен на переговоры с ними. 11 августа в Зугдиди на встрече представителей Госсовета с звиадистами бывший начальник личной охраны Гамсахурдия Гоча Бахия пленил ещё 12 государственных деятелей Грузии, среди которых были министр внутренних дел Роман Гвенцадзе и помощник Шеварднадзе по национальной безопасности Давид Саларидзе. Под предлогом освобождения вице-премьера Кавсадзе, охраны коммуникаций, в том числе железной дороги и других важных объектов, на территорию Абхазии вошли отряды Национальной гвардии, где вскоре развернулись военные действия.

### Триумф и поражение звиадистов

Карта боевых действий в июле—октябре 1993 года.

Карта боевых действий в октябре 1993 года — январе 1994 года.

Пока грузинские войска вели войну в Абхазии, в Западной Грузии активизировались звиадисты во главе с Вахтангом (Лоти) Кобалией. 3 июня 1993 года в город Гали на территории Абхазии вошло военное подразделение под командованием сподвижника Кобалии — Бадзагуа, установивший контроль над всей территорией района. 14 июня по Зугдидскому телевидению член бывшего «звиадистского» парламента Джаба Маглакелидзе зачитал обращение Звиада Гамсахурдия к нации, в котором говорилось, что в ближайшее время абхазам сдадут города Сухуми, Очамчири, Гали и что грузинские войска должны осознать незаконность правящей власти, присоединиться к формированиям Кобалии и вместе сражаться за восстановление законной власти. В июле в Зугдиди вошли отряды звиадистов под командованием Лоти Кобалии. 28 июля вооружённый отряд Кобалии без боя занял Сенаки, но 31 июля после переговоров с властями Кобалия оставил Сенаки. 28 августа звиадисты захватили ряд населённых пунктов в Мегрелии: Сенаки, Абаша и Хоби. В ночь с 14 на 15 сентября их отряды под командованием Лоти Кобалия блокировали железнодорожную магистраль Батуми-Тбилиси. 24 сентября Гамсахурдия вернулся в Западную Грузию и возглавил в Зугдиди так называемое «Правительство в изгнании», поставив целью восстановление законной власти в стране. Вечером 4 октября правительственные войска восстановили контроль над Хони. 10 октября Звиад Гамсахурдия провёл митинг, на котором он заверил своих сторонников в том, что «законная власть будет восстановлена». В свою очередь Прокуратура Грузии выдала санкции на арест Гамсахурдии, Кобалии, а также их сторонников. В заключении Прокуратуры говорится:

Следствием установлено, что вооружённые банды Лоти Кобалия, вступившие в Кодорское ущелье, дислоцированы там согласно сговору с абхазскими экстремистами, чтобы оказывать им помощь. После падения Сухуми сторонники экс-президента принялись нещадно грабить эвакуированных жителей и разрознённые воинские части… вынуждая людей искать спасение в узком Цебельдинском ущелье. Вступив в Поти, вандалы вывезли и продали в Турцию тысячи тонн металла. Из банка похищены крупные денежные средства… Из Потийского порта похищено 4 тысячи тонн пшеницы, свыше 600 тонн грузов… Варвары жестоко расправились с жителями Самтредиа, где убиты десятки человек… В связи с упомянутыми варварскими преступлениями в Прокуратуре Республики Грузия возбуждены уголовные дела об измене родине и другим статьям.

Бои в районе Самтредиа на следующий день приняли ожесточённый характер. Звиадисты сконцентрировали живую силу и технику у реки Цхенисцкали. На рассвете 17 октября они атаковали Самтредиа и спустя несколько часов овладели им, а 19 числа практически без боя заняли Ланчхути. Развивая успех, сторонники Гамсахурдия на следующий день начали массированное наступление на второй по величине город Грузии — Кутаиси, падение которого открывало дорогу на Тбилиси. Грузинская армия, потерпевшая к этому времени поражение в Абхазии, была деморализована. Заручившись поддержкой российских миротворцев, в том, что со стороны Абхазии наступление будет остановлено, правительство Шеварнадзе бросило оставшиеся верными части на звиадистов.
В это же время формирования Лоти Кобалии развернули боевые действия в направлении Цхалтубо и Копитнари, но были остановлены правительственными войсками, равно как и под городом Вани. Оборону Кутаиси лично возглавил министр обороны Георгий Каркарашвили. По сообщению МВД Грузии, правительственным войскам удалось отбить первую атаку и остановить продвижение противника в 12 км от города. Сдержав натиск сторонников свергнутого президента, правительственные войска перешли в наступление и вскоре восстановили контроль над Хони и Ланчхути. Под их контроль вернулся Озургети, который был занят звиадистами практически без сопротивления. 25 октября правительственные войска выступили в направлении Сенаки и к следующему дню заняли его, а к исходу 28 октября под их контроль окончательно перешёл Хоби. 
В начале ноября 1993 года звиадисты еще вели боевые действия в районе Поти; ими были обстреляны корабли российского Черноморского флота. В ответ российский контр-адмирал Николай Михальченко высадил десант под командованием генерала Владимира Романенко, который нанес звиадистам поражение. 
После падения Хоби Гамсахурдия сместил Кобалию и назначил министром обороны Бадри Зарандию, но это не изменило хода военных действий. 6 ноября практически без боя пал последний оплот звиадистов — Зугдиди. Остатки сторонников Гамсахурдия рассеялись в лесах Цаленджихского района, а сам свергнутый президент скрылся. К декабрю Гамсахурдия становилось все труднее укрываться от разыскивавших его правительственных отрядов. 31 декабря он погиб при невыясненных обстоятельствах в селе Дзвели Хибула в горной области Самегрело. Со слов хозяина дома, он покончил жизнь самоубийством, выстрелив себе в голову из пистолета. Однако наличие пулевого отверстия в затылке породило версию, что он был убит. В убийстве Гамсахурдия обвиняли Эдуарда Шеварднадзе.
В интервью «Времени новостей» в 2009 году бывший премьер-министр Грузии Тенгиз Сигуа напомнил об ещё одной версии смерти — отравлении:
Если бы его до конца защищали другие сторонники, может быть, смерти удалось избежать. А Гамсахурдиа скитался, как волк по лесу. Есть версия об отравлении, по крайней мере я слышал, что перед смертью он отказывался от пищи. Только пил чай, ссылаясь на страшные боли в животе.
Смерть Звиада Гамсахурдия ознаменовала завершение гражданской войны в Грузии, отдельные партизанские отряды были добиты в период оставшейся зимы и начала весны 1994 года.

### Послевоенный период
Одним из результатов двухлетней гражданской войны стала последовавшие в течение десятилетия политическая нестабильность, периодические финансовые, экономические и социальные кризисы. Ситуация начала стабилизироваться с 1995 года. Однако радикальные «звиадисты» организовали ряд террористических актов и диверсий. Они обвинялись в покушении на президента Эдуарда Шеварднадзе в феврале 1998 года. Несколько дней спустя, сторонники экс-президента похитили четырёх наблюдателей от Миссии наблюдателей ООН в Грузии от их соединения в Зугдиди в Западной Грузии. Некоторые из заложников сдались, но Гоча Эсебуа, лидер звиадистов, сбежал и погиб в перестрелке с полицией 31 марта.
19 октября 1998 года была предпринята попытка мятежа полковника Акакия Элиавы, бывшего офицера звиадистов вблизи Кутаиси, второго по величине города Грузии. После провала мятежа Элиава, его последователи скрылись в лесах Самегрело. Он создавал постоянные проблемы для правительства до тех пор, пока не был убит спецотрядом МГБ в 2000 году.
25 мая 2001 года была предпринята попытка государственного переворота батальоном национальной гвардии, однако на следующий день после переговоров с президентом Шеварднадзе батальон в полном составе вернулся к месту дислокации.
Тяжёлая экономическая ситуация, низкий жизненный уровень, массовые и систематические нарушения прав человека, разгул коррупции и, как следствие, фальсификация результатов парламентских выборов 2 ноября 2003 года привели к так называемой бархатной революции роз 22-23 ноября 2003 и отставке Шеварднадзе.
26 января 2004 года избранный президент Михаил Саакашвили официально реабилитировал Гамсахурдию, чтобы устранить сохранявшиеся политические последствия его свержения и, как выразился Саакашвили, чтобы положить конец расколу в обществе. Он также выпустил 30 сторонников Гамсахурдии, арестованных правительством Шеварднадзе в 1993—1994 годах и до сих пор остававшихся в тюрьмах.
Отношения между Грузией и властями в Абхазии и Южной Осетии остались напряженными и привели к возобновлению боевых действий в 2008 году.